# Bereheli, Starokosteantîniv
Bereheli (în ucraineană Берегелі) este un sat în comuna Nemîrînți din raionul Starokosteantîniv, regiunea Hmelnîțkîi, Ucraina.
Localitatea face parte din regiunea istorică Volânia, iar după tratatul de pace de la Riga din 1921 a devenit parte a Uniunii Sovietice.

## Demografie
Componența lingvistică a localității Bereheli
     Ucraineană (100%)
Conform recensământului din 2001, toată populația localității Bereheli era vorbitoare de ucraineană (100%).